# Il manichino assassino
Il manichino assassino è un film horror del 1973 diretto da Georg Fenady.

## Trama
Londra, 1899: l'omicidio del proprietario del Museo delle cere e alcuni altri strani avvenimenti nelle vicinanze inducono un investigatore della polizia a determinare se l'assassino vuole possedere il museo o se Jack lo Squartatore è tornato a uccidere dopo una pausa di dieci anni.

## Produzione
Costato circa 500.000 dollari, il film venne girato completamente in interni, ai Paramount Studios, al 5555 di Melrose Avenue, Hollywood, Los Angeles.
Il regista Georg Fenady ed il produttore Andrew J. Fenady realizzarono questo film quasi in contemporanea con Arnold (1973), con alcuni degli stessi attori (Elsa Lanchester, Patric Knowles, Shani Wallis, Steven Marlo, Ben Wright e Leslie Thompson).
L'australiano Mark Edwards venne scelto dopo che i produttori lo videro in un film horror britannico (Perché il dio fenicio continua ad uccidere? e/o Exorcismus - Cleo, la dea dell'amore).
L'attrice Nicole Sheby, sebbene venga presentata tra i protagonisti nei titoli di testa, non viene citata nei titoli di coda.

## Distribuzione
Il film ebbe la sua prima assoluta a Los Angeles il 16 maggio 1973; venne distribuito nelle sale statunitensi dalla Cinerama Releasing Corporation nel maggio 1973. Venne trasmesso in televisione per la prima volta dalla ABC TV nel 1978.
La prima europea avvenne a Londra il 4 febbraio 1974.
In Italia venne distribuito nell'autunno del 1974.